# 광저우 지하철 5호선
광저우 지하철 5호선(广州地铁5号线)은 중국 광둥성 광저우에 있는 리완구의 자오커우역(滘口站)에서 황푸구의 원청역(文沖站)까지를 연결하는 지하철 노선으로  빨간색 라인 이다. 광저우 지하철 종합 공사가 운영한다.

## 개요
광저우 지하철 5호선도 광저우 지하철 4호선과 마찬가지로 리니어 모터를 이용한 전동방식이다. 차량 규격도 지하철 4호선과 동일하며, 2009년 12월 28일 개통하여 영업 거리 31.9km를 주행하고 있다. 그리고 광저우 지하철 5호선도 광저우 지하철 1호선, 광저우 지하철 4호선, 광저우 지하철 6호선그리고 아직 공사중인 광저우 지하철 11호선, 광저우 지하철 14호선처럼 지상구간이 있는 호선이며 501.자오커우역부터 502. 탄왜이역까지는 지상으로 운행하고 나머지구간은 지하로 운행한다 차량은 6량 1편성 으로 운행하며 24개역이 영업중에 있다. 2023년 12월 28일 개통 솽사역 - 황푸싱강역 구간.

## 노선 정보
- 노선 거리 (영업 거리): 41.7km(지상:2.3km,지하:39.4km)
- 궤간: 1435mm (표준궤)
- 역 수: 30
- 복선 구간: 전 노선
- 전철화 구간: 전 구간 (직류 1500V 제3궤조방식)
- 지상 구간 :자오커우역에서~탄웨이역 구간
- 주행 방향: 우측 통행

## 역목록
| 번호  | 역명          | 중국어     | 영어표기                  | 영업거리 | 환승                                                                    | 위치   |
| ----- | ------------- | ---------- | ------------------------- | -------- | ----------------------------------------------------------------------- | ------ |
| 5호선 |               |            |                           |          |                                                                         |        |
| 501   | 자오커우      | 滘口       | Jiaokou                   |          |                                                                         | 리완구 |
| 502   | 탄웨이        | 坦尾       | Tanwei                    |          | ■ 6호선                                                                 | 리완구 |
| 503   | 중산바        | 中山八     | Zhongshanba               |          | ■ 11호선                                                                | 리완구 |
| 504   | 시창          | 西场       | Xichang                   |          | ■ 13호선 (공사중)                                                       | 리완구 |
| 505   | 시춘          | 西村       | Xicun                     |          | ■ 8호선                                                                 | 리완구 |
| 506   | 광저우 철도역 | 广州火车站 | Guangzhou Railway Station |          | ■ 2호선 ■ 11호선 (공사중) ■ 14호선 (공사중) ■ 22호선 (공사중) 광저우 역 | 웨슈구 |
| 507   | 샤오베이      | 小北       | Xiaobei                   |          |                                                                         | 웨슈구 |
| 508   | 타오진        | 淘金       | Taojin                    |          | ■ 12호선 (공사중) ■ 13호선 (공사중)                                     | 웨슈구 |
| 509   | 어우좡        | 区庄       | Ouzhuang                  |          | ■ 6호선                                                                 | 웨슈구 |
| 510   | 동물원        | 动物园     | Zoo                       |          |                                                                         | 웨슈구 |
| 511   | 양지          | 杨箕       | Yangji                    |          | ■ 1호선                                                                 | 웨슈구 |
| 512   | 우양춘        | 五羊邨     | Wuyangcun                 |          | ■ 10호선                                                                | 웨슈구 |
| 513   | 주장신청      | 珠江新城   | Zhujiang New Town         |          | ■ 3호선                                                                 | 톈허구 |
| 514   | 례더          | 猎德       | Liede                     |          |                                                                         | 톈허구 |
| 515   | 탄춘          | 潭村       | Tancun                    |          |                                                                         | 톈허구 |
| 516   | 위안춘        | 员村       | Yuancun                   |          | ■ 11호선                                                                | 톈허구 |
| 517   | 커윈루        | 科韵路     | Keyun Lu                  |          |                                                                         | 톈허구 |
| 518   | 처베이난      | 车陂南     | Chebeinan                 |          | ■ 4호선                                                                 | 톈허구 |
| 519   | 둥푸          | 东圃       | Dongpu                    |          |                                                                         | 톈허구 |
| 520   | 싼시          | 三溪       | Sanxi                     |          |                                                                         | 톈허구 |
| 521   | 위주          | 鱼珠       | Yuzhu                     |          | ■ 13호선                                                                | 황푸구 |
| 522   | 다사디        | 大沙地     | Dashadi                   |          |                                                                         | 황푸구 |
| 523   | 다사둥        | 大沙东     | Dashadong                 |          | ■ 7호선                                                                 | 황푸구 |
| 524   | 원충          | 文沖       | Wenchong                  |          |                                                                         | 황푸구 |
| 525   | 솽사          | 双沙       | Shuangsha                 |          |                                                                         | 황푸구 |
| 526   | 먀오터우      | 庙头       | Miaotou                   |          |                                                                         | 황푸구 |
| 527   | 샤위안        | 夏园       | Xiayuan                   |          | ■ 13호선                                                                | 황푸구 |
| 528   | 바오잉 다다오 | 保盈大道   | Baoying Dadao             |          |                                                                         | 황푸구 |
| 529   | 샤강          | 夏港       | Xiagang                   |          |                                                                         | 황푸구 |
| 530   | 황푸 신항     | 黄埔新港   | Huangpu New Port          |          |                                                                         | 황푸구 |

## 철도 차량

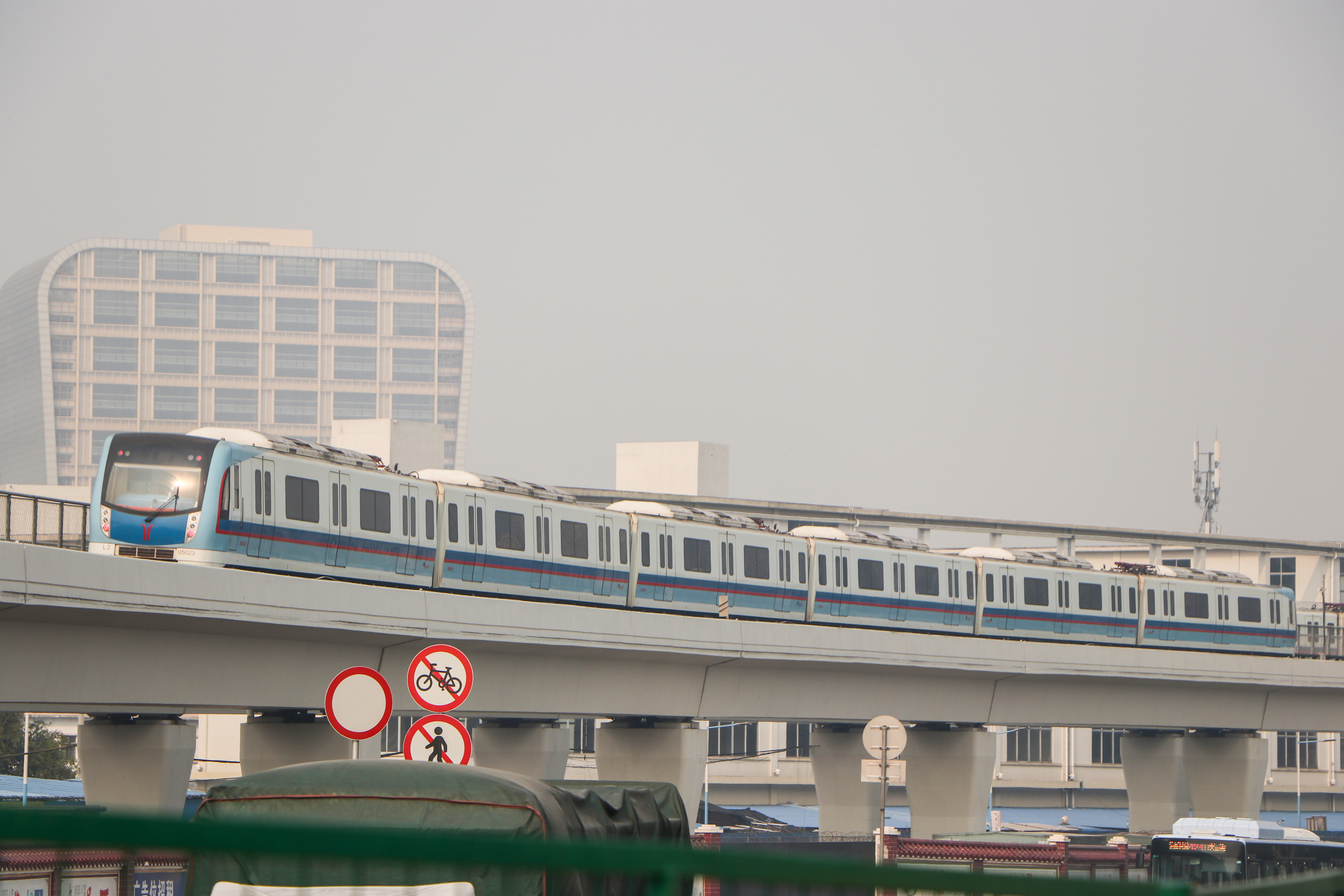
L2형 차량

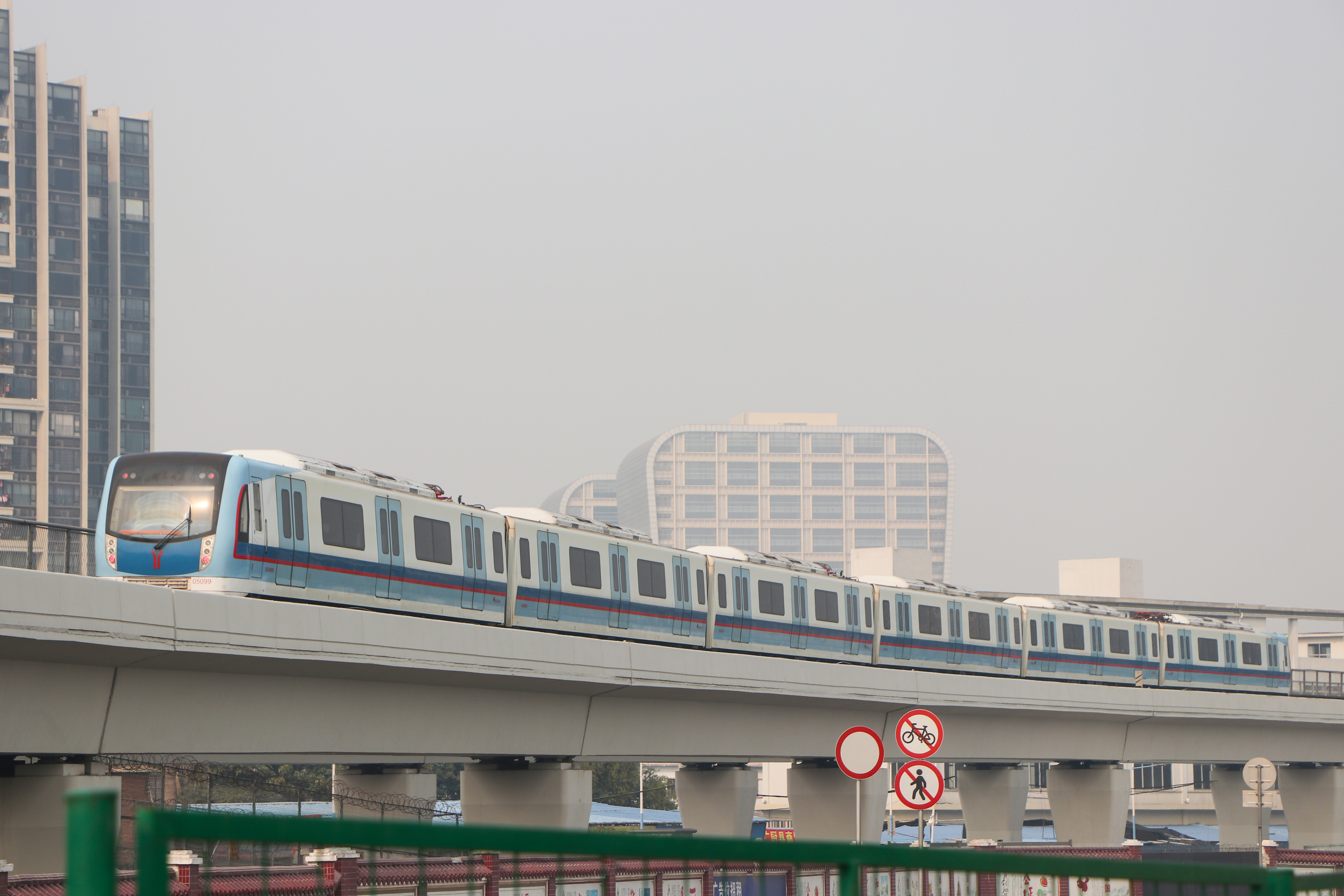
L4형 차량

5호선은 개통때부터, 6량 편성의 광저우 지하철 04형 열차가 모두 운행되며, VVVF 교류 리니어 모터를 사용하며, 노선에서 운행 중일 때는 제3궤조로, 차량기지에서는 가공전차선으로 전원을 공급받는다. 100 km/h의 설계 속도, 90 km/h의 최대 작동 속도를 가진다.
열차는 2개의 편성으로 나뉘며, 개통 초기부터 운행된 열차는 L2형 열차이다. 열차 번호는 05x001-05x002 ~ 05x059-05x060이다. 2011년에 운행된 열차는 L4형 열차이다. 열차 번호는 05x061-05x062 ~ 05x123-05x124으로, 총 62대이다.
두 열차는 운행 시간이 다르며, 열차 간에도 여러 차이점이 있다. 예를 들어, 전자의 열차는 단일 지점으로 깜박이는 전자 노선도를 가지고 있으며, 후자는 직선 노선도 등으로 변경되었다.
| 내부모델 | 제조업체                       | 차량 편성              | 제조년도  | 총 차량 수 |
| -------- | ------------------------------ | ---------------------- | --------- | ---------- |
| L2       | 남차 중차 칭다오 시팡 기차차량 | 6L（Mcp+M+Mp+M+M+Mcp） | 2008~2010 | 30대       |
| L4       | 남차 중차 칭다오 시팡 기차차량 | 6L（Mcp+M+Mp+M+M+Mcp） | 2011~2013 | 32대       |
| L4       | 남차 중차 칭다오 시팡 기차차량 | 6L（Mcp+Mp+M+M+Mp+Mc） | 2011~2013 | 32대       |

## 같이 보기
- 광저우 지하철
- 광저우 지하철 4호선 (동일한 리니어 모터 방식)